# جايسون بنجامين
جايسون بنجامين (بالإنجليزية: Jason Benjamin)‏ هو رسام أسترالي، ولد في 1971 في ملبورن في أستراليا.